# Pavel Krmaš
Pavel Krmaš (* 3. března 1980, Broumov) je bývalý český fotbalový záložník či obránce, naposledy působil v týmu FC Hradec Králové, kde po sezóně 2015/16 ukončil svoji aktivní hráčskou kariéru. Mimo Česko působil na klubové úrovni v Německu. Hrál na pozici defenzivního záložníka nebo obránce, vynikal v hlavičkových soubojích, dával góly ze vzduchu, měl rezervy při rozehrávce. Od 1. července 2016 se stal sportovním manažerem klubu FC Hradec Králové.

## Klubová kariéra
Odchovanec Slovanu Broumov se přes mužstva TJ Náchod a FC Hradec Králové dostal do Admiry/Slavoj, odkud později zamířil do Sparty Praha. V červnu 2002 se vrátil do Hradce Králové, kde hostoval, ale pádu do druhé ligy nezabránil. Po roce se vrátil do Sparty. V lednu 2004 přestoupil do klubu FK Teplice jako součást hráčské náhrady za Petra Voříška.

### SC Freiburg
V srpnu 2007 přestoupil do německého týmu SC Freiburg. Ve 21. kole německé Bundesligy v únoru 2013 zařídil svým gólem vítězství 1:0 nad Fortunou Düsseldorf, za kterou nastoupil mj. i Martin Latka. Krmaš se trefil hlavou v 87. minutě, byl to jeho druhý gól v ročníku 2012/13 a celkově třetí v dresu Freiburgu od postupu do Bundesligy. Svým výkonem si zasloužil nominaci do nejlepší jedenáctky kola, kterou uděluje německý sportovní magazín Kicker. 21. února 2013 prodloužil Krmaš s Freiburgem o jeden rok smlouvu, která měla končit po sezóně. V dubnu 2013 se zranil a konec ročníku 2012/13 tak nedohrál. Freiburg skončil na pátém místě tabulky.
S Freiburgem se probojoval do základní skupiny H Evropské ligy 2013/14, kde vedle českého týmu FC Slovan Liberec narazil na portugalský GD Estoril Praia a španělskou Sevillu. Pro Freiburg to bylo vystoupení v evropských pohárech po 12 letech. Ve skupině skončil tým se ziskem 6 bodů na třetím místě a do jarních vyřazovacích bojů nepostoupil. V létě 2015 po sestupu klubu do 2. Bundesligy mužstvo opustil. Za tým odehrál celkem 157 zápasů, ve kterých vsítil 8 gólů.

### FC Hradec Králové
V létě 2015 se po dvanácti letech vrátil do mužstva FC Hradec Králové, kde podepsal jednoletý kontrakt s následnou opcí. V mužstvu se stal po příchodu kapitánem. Svoji obnovenou premiéru v dresu Hradce Králové si odbyl 8. 8. 2015 v ligovém utkání 2. kola proti FC MAS Táborsko (remíza 0:0), odehrál celý zápas. Poprvé v ročníku a zároveň po návratu do mužstva Votroků se trefil 24. října 2015 v ligovém utkání 12. kola, kdy vstřelil jediný vítězný gól v zápase na půdě mužstva MFK Karviná. Svoji druhou branku v sezoně dal v ligovém utkání 18. kola proti Sigmy Olomouc (výhra 3:0), prosadil se v 19. minutě. S mužstvem postoupil zpět do české nejvyšší soutěže, když jeho klub ve 28. kole hraném 17. 5. 2016 porazil FK Baník Sokolov 2:0 a 1. SC Znojmo, které bylo v tabulce na třetí pozici, prohrálo s FC Sellier & Bellot Vlašim. Celkem v ročníku 2015/16 odehrál 23 zápasů. V květnu 2016 oznámil kvůli zdravotním problémům konec hráčské kariéry.

## Funkcionářská kariéra
Po skončení aktivní kariéry se od 1. července 2016 stal v Hradci Králové sportovním manažerem.